# The Beatles' Movie Medley
The Beatles' Movie Medley is een compilatie van fragmenten van The Beatles nummers. Het blijft tot de dag van vandaag de enige single die niet beschikbaar is op compact disc of als muziekdownload. De nummers die voor de compilatie zijn gebruikt zijn "Magical Mystery Tour", "All You Need Is Love", "You've Got to Hide Your Love Away", "I Should Have Known Better", "A Hard Day's Night", "Ticket to Ride" en "Get Back". 